# شرک ۲ (بازی ویدئویی)
شرک ۲ (انگلیسی: Shrek 2) یک بازی ویدئویی در سبک بازی اکشن-ماجراجویی است که توسط اکتیویژن و در سال ۲۰۰۴ و در پلت‌فرم‌های گیم بوی ادونس، ایکس‌باکس، پلی‌استیشن ۲، مایکروسافت ویندوز، و گیم‌کیوب منتشر شده‌است.